# Jakow Abramowitsch Smorodinski
Jakow Abramowitsch Smorodinski (russisch Яков Абрамович Смородинский, englische Transkription Yakov Abramovich Smorodinsky; * 20. Dezember 1917 in Malaja Wischera; † 16. Oktober 1992 in Dubna (Moskau)) war ein sowjetischer theoretischer Physiker, der sich mit Kernphysik und Teilchenphysik beschäftigte.
Smorodinski studierte von 1934 bis 1939 an der Staatlichen Universität Leningrad insbesondere bei Matwei Petrowitsch Bronstein, der aber damals der stalinistischen Verfolgung zum Opfer fiel, die auch zur Verhaftung anderer Vertreter der Fakultät in Leningrad führte. 1939 machte er sein Diplom bei L. E. Gurewitsch. Er war danach ein Schüler von Lew D. Landau (der selbst 1939 aus der Haft entlassen wurde). 1944 erschien eine gemeinsame Arbeit über Proton-Proton Streuung (JETP, Band 14, S. 269) und mit Landau veröffentlichte er später ein einführendes Buch über Kernphysik. Ab 1944 war er im Labor 2 an geheimen Forschungsarbeiten für Isotopentrennung von Uran in Diffusionsanlagen beschäftigt. Ab 1946 war er am 1942 gegründeten Institut für Physikingenieurwesen in Moskau (MIFI). 1948 habilitierte er sich (russischer Doktortitel) und 1952 wurde er Professor. Ab 1956 war er am Beschleunigerzentrum in Dubna im Labor für Theoretische Physik.
In den 1960er Jahren veröffentlichte er eine einflussreiche Arbeit mit Naum Jakowlewitsch Wilenkin über die Darstellungstheorie der Lorentzgruppe und deren Anwendung auf die relativistische Streutheorie. Darüber arbeitete er auch mit seinem Doktoranden Pavel Winternitz.
Er gab viele russische Übersetzungen westlicher Physikliteratur heraus (unter anderem die Werke von Albert Einstein, Wolfgang Pauli und Werner Heisenberg und Feynmans Vorlesungen über Physik sowie die Bücher über Unterhaltungsmathematik von Martin Gardner) und war im Herausgeber-Gremium von wissenschaftlichen Verlagen wie Mir. Seine Leidenschaften waren Bücher und er war Mitglied der Moskauer Gesellschaft der Bibliophilen. Er gab eine kommentierte Ausgabe von Alice im Wunderland von Lewis Carroll heraus. Er war stellvertretender Chefredakteur der Zeitschrift Kernphysik (Ядерная физика) und einer der Gründer der populärwissenschaftlichen Zeitschrift Quant.
Er war Träger des Stalinpreises.